# Эполо, Маттьё
Маттьё Люка́ Эполо́ (фр. Matthieu Luka Epolo; родился 15 января 2005) — бельгийский футболист, вратарь клуба «Стандард».

## Клубная карьера
Воспитанник команд «Веммел», «Брюссель», «Андерлехт» и «Стандард», 26 августа 2022 года Эполо дебютировал в профессиональном футболе за фарм-клуб «СЛ16» в матче Челленджер Про Лиги против «Дендера», проведя сухой матч. 27 апреля 2024 года дебютировал за основную команду клуба в матче Про-лиги против клуба «Сент-Трюйден».

## Карьера в сборной
Выступал за сборные Бельгии до 17, до 18 и до 19 лет.